# Piotr Mickiewicz
Piotr Mickiewicz (ur. 1966) – polski politolog, nauczyciel akademicki.

## Życiorys
W 1989 roku zakończył edukację w Akademii Marynarki Wojennej a 1992 ukończył studia z zakresu politologii na Uniwersytecie Gdańskim. W 1998 obronił doktorat, w 2004 uzyskał stopień doktora habilitowanego nauk społecznych w zakresie nauk o polityce. W kwietniu 2014 z rąk Prezydenta RP otrzymał tytuł profesora nauk społecznych. Specjalizuje się w zakresie stosunków międzynarodowych, ze szczególnym uwzględnieniem problematyki wykorzystania potencjału militarnego w polityce państw oraz form aktywności graczy międzynarodowych na akwenach morskich[1].
Jest przewodniczym Rady Dyscypliny Nauk o Polityce i Administracji UG i kierownikiem Zakładu polityk publicznych i administracji Instytucie Politologii Wydziału Nauk Społecznych Uniwersytetu Gdańskiego. W przeszłości był także wykładowcą w Akademii Marynarki Wojennej (Instytut Dowódczo-Sztabowy, a następnie Wydział Dowodzenia i Operacji Morskich) oraz dyrektorem Instytutu Stosunków Międzynarodowych w Dolnośląskiej Szkole Wyższej (obecnie Uniwersytet DSW)  we Wrocławiu. Był wiceprezesem ds. naukowych Polskiego Towarzystwa Geopolitycznego (kadencja 2020-2023). Przewodniczył  Okręgowemu Komitetowi Olimpiady Wiedzy o Polsce i Świecie Współczesnym. Był pomysłodawcą, założycielem i redaktorem naczelnym (2015-2023) periodyku „Rocznik Bezpieczeństwa Międzynarodowego”[2].
[1] Jest autorem takich monografii  jak: Strategiczne znaczenie Morza Bałtyckiego po 1990 roku, Morze Bałtyckie w polskiej strategii bezpieczeństwa morskiego, Morska szachownica. Geopolityczne znaczenie akwenów morskich.
[2] https://rocznikbezpieczenstwa.pl/ojs/index.php/rbm
Odznaczony m.in. Brązowym Krzyżem Zasługi, Medalem Komisji Edukacji Narodowej oraz Srebrnym Medalem „Zasłużony dla Nauki Polskiej Sapientia et Veritas” (2023).

## Wybrane publikacje
- Wolne Miasto Gdańsk w koncepcjach wojskowych i polityce II Rzeczypospolitej, Toruń 1999.
- Strategiczne znaczenie Morza Bałtyckiego, Toruń 2003.
- Polska-NATO. Polityczne i wojskowe aspekty integracji, Toruń 2005.
- Polska wobec zagrożenia terroryzmem morskim (współautor), Warszawa 2005.